# Henry Danger – Der Film
Henry Danger – Der Film ist ein US-amerikanischer Jugendfilm und ist eine Fortsetzung zu der Serie Henry Danger (2014–2020). Die Veröffentlichung auf Nickelodeon und Paramount+ fand am 17. Januar 2025 statt. In Deutschland war die Veröffentlichung am 22. Februar 2025.

## Handlung
Henry Hart hat Swellview verlassen und wirkt als Superheld in Dystopia. Eines Tages trifft er auf Missy Martin, die ein Superfan von Kid Danger ist und mit ihm zusammen Verbrechen bekämpfen will. Als sie auf ein Gerät stößt, das alternative Realitäten öffnen kann, findet Henry sich auf einer Reise durch verschiedene Dimensionen wieder. Zusammen mit seinem besten Freund Jasper und seinem neuen Superfan-Sidekick muss er einen Ausweg zu finden, um nicht für immer in einer anderen Dimension stecken zu bleiben.

## Besetzung und Synchronisation
| Rolle                        | Schauspieler     | Synchronsprecher  |
| ---------------------------- | ---------------- | ----------------- |
| Henry Hart / Kid Danger      | Jace Norman      | Nicolas Rathod    |
| Jasper                       | Sean Ryan Fox    | Henning Berg      |
| Piper Hart                   | Ella Anderson    | Zalina Sanchez    |
| Schwoz                       | Michael D. Cohen | Bernhard Völger   |
| Frankini                     | Frankie Grande   | Fabian Hollwitz   |
| Missy Martin                 | Glee Dango       | Ellis Drews       |
| Coach Gregg                  | Andre Tricoteux  | Andreas Conrad    |
| Blackout                     | Eric Mazimpaka   | Nico Sablik       |
| Detective Jones              | Rachel Drance    | Paulina Rümmelein |
| Ray Manchester / Captain Man | Cooper Barnes    | Marcel Collé      |

## Produktion
Im Mai 2017 kündigte man basierend auf der Fernsehserie Henry Danger die Entwicklung eines Films an. Im Rahmen eines Vertrag mit Jace Norman als Produzent und Hauptdarsteller wurde im Januar 2022 dessen Rückkehr zu Nickelodeon bekannt. Im Rahmen dieses Vertrags soll Norman seine Rolle als Henry Hart wieder aufnehmen. Vier weitere Schauspieler konnten dafür gewonnen werden, ihre Rollen aus der Serie wiederaufzunehmen. Neu dazugekommen ist Glee Dango als Kid-Danger-Fan Missy Martin.
Die Dreharbeiten für den Film begannen am 11. März 2024 in Vancouver und Richmond in Kanada. Sie wurden am 18. April 2024 beendet.
Der Film wurde am 17. Januar 2025 auf Nickelodeon und Paramount+ veröffentlicht und soll zu einem späteren Zeitpunkt auch auf den internationalen Kanälen von Nickelodeon ausgestrahlt werden. Am 17. Dezember 2024 veröffentlichten Nickelodeon und Paramount+ den offiziellen Trailer zum Film. Ebenfalls wurde angekündigt, dass die deutschsprachige Veröffentlichung am 22. Februar 2025 stattfinden soll.
Am 10. Februar 2025 veröffentlichte Nickelodeon in Deutschland einen Teaser und das offizielle deutsche Poster.

### Veröffentlichung
Am Tag der Premiere des Filmes in der USA erreichte dieser auf Nickelodeon 139.000 Zuschauer.